# Epidendrum fortunae
Epidendrum fortunae är en orkidéart som beskrevs av Eric Hágsater och Robert Louis Dressler. Epidendrum fortunae ingår i släktet Epidendrum och familjen orkidéer.
Artens utbredningsområde är Panamá. Inga underarter finns listade i Catalogue of Life.